# 12229 Paulsson
12229 Paulsson eller 1985 UK3 är en asteroid i huvudbältet som upptäcktes den 17 oktober 1985 av den svenske astronomen Claes-Ingvar Lagerkvist vid Kvistabergs observatorium. Den är uppkallad efter Rolf Paulsson.
Asteroiden har en diameter på ungefär 4 kilometer.